# Alexis Bledel
Kimberly Alexis Bledel (Houston, Texas, 16 de septiembre de 1981) es una actriz y modelo estadounidense. Es conocida por interpretar a Rory Gilmore en la serie Gilmore Girls y a Lena Kaligaris en la saga de películas The Sisterhood of the Traveling Pants.

## Biografía
Bledel nació en Houston, Texas. Hija de madre estadounidense criada en México y de padre argentino. Tiene un hermano menor llamado Eric. Su idioma materno es el español y no aprendió a hablar en inglés hasta que comenzó a ir al colegio. Bledel fue a la escuela St. Agnes Academy en Houston y fue educada en la fe católica. 
La madre de Bledel la animó a asistir a clases de Teatro comunitario (community theatre en inglés) cuando era pequeña para que así pudiera superar su timidez. Consecuentemente apareció en varias producciones locales como Our Town y El maravilloso mago de Oz antes de que la contrataran en un centro comercial cercano para que trabajara como modelo.

## Carrera

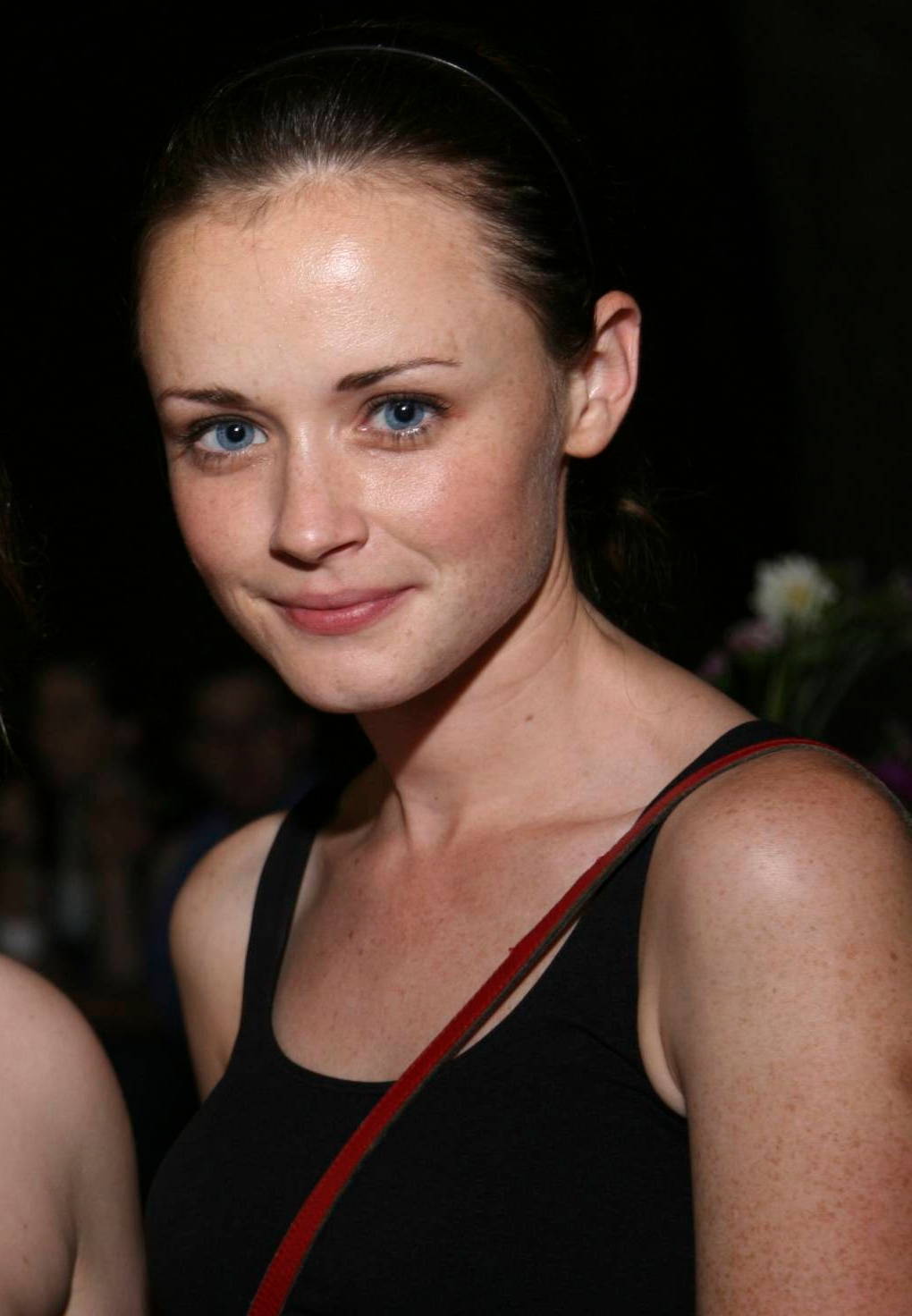
Alexis Bledel en 2008.

### Inicios como actriz de televisión
Bledel comenzó sus estudios como modelo y actriz en el Page Parke Center for Modeling and Acting y se graduó con una licenciatura en Cine en la Tisch School of the Arts de la Universidad de Nueva York, un año antes de que le dieran el papel de Rory Gilmore en la serie de televisión Gilmore Girls. [cita requerida] En esta serie, gracias a la cual saltó a la fama, interpreta a una joven que vive el día a día entre el colegio (posteriormente la universidad), sus amistades, amores y, sobre todo, su madre, con la cual tiene una estrecha y curiosa relación. En 2002, fue votada por el público como una de las "Estrellas más sexys menores de 25 años" de la revista Teen People. 

### 2002-2010: crecimiento como actriz de cine
Entre sus primeros roles en cine, apareció en la película Rushmore dirigida por Wes Anderson, la cual fue filmada en su propia ciudad, y no apareció en los créditos de la película.
Su debut en cine llegó en 2002 con Tuck Everlasting de Walt Disney Pictures, basada en la novela homónima de Natalie Babbitt.
En 2005 alcanzó mayor reconocimiento por interpretar a ser una de las protagonistas en la adaptación de la novela de Ann Brashares The Sisterhood of the Traveling Pants, donde interpretó a Lena, una adolescente dibujante que junto con otras tres amigas comparte unos pantalones vaqueros, que pese al físico diferente de cada una, les queda bien a todas, mientras lidian con temas como la amistad, la familia y el amor. Del mismo modo, participó en la segunda parte de este filme, estrenado en 2008, The Sisterhood of the Traveling Pants 2.
En 2006 coprotagonizó la comedia romántica independiente I'm Reed Fish, junto a Jay Baruchel. 
En 2009 volvió a la televisión para interpretar el papel de una nueva interna de medicina en el último capítulo de la longeva y exitosa serie ER y protagonizó la comedia Post Grad, donde da vida a una recién graduada que después de no conseguir el trabajo que tanto deseaba. Tras perder el puesto a manos de su némesis de la universidad tiene que volver a casa con su excéntrica familia. 
Posteriormente participó, con un papel secundario, en The Conspirator a las órdenes de Robert Redford, que cuenta la historia real de Mary Surratt la única mujer condenada por el Asesinato de Abraham Lincoln y la primera mujer en ser ejecutada por el Gobierno federal de los Estados Unidos.

### 2017-presente: reconocimiento porEl cuento de la criada
Desde 2017 participa en la serie distópica El cuento de la criada, donde interpreta a Ofglen/Emily Malek, papel por el que obtuvo amplio reconocimiento de la crítica, llegando a ganar un Premio Primetime Emmy como Mejor actriz invitada en una serie dramática. Tras cuatro temporadas, en mayo de 2022, anunció su salida de la serie.

## Vida personal
Bledel estuvo en una relación con su coprotagonista en Gilmore Girls, Milo Ventimiglia, desde diciembre de 2002 hasta junio de 2006.
En 2012, Bledel comenzó a salir con Vincent Kartheiser, cuyo personaje, Pete Campbell, compartió escenas con su personaje Beth Dawes, durante su participación como estrella invitada en la serie Mad Men. La pareja anunció su compromiso en marzo de 2013 y se casó en California en junio de 2014. En mayo de 2016, se reveló que Bledel dio a luz a su primer hijo en el otoño de 2015. En agosto de 2022 se hizo pública su separación.

## Filmografía

### Cine
| Cine | Cine                                    | Cine                           | Cine                            |
| Año  | Título                                  | Papel                          | Director                        |
| ---- | --------------------------------------- | ------------------------------ | ------------------------------- |
| 1998 | Rushmore                                | Estudiante (No acreditada)     | Wes Anderson                    |
| 2002 | Tuck Everlasting                        | Winifred Winnie Foster Jackson | Jay Russell                     |
| 2004 | DysEnchanted (Cortometraje)             | Ricitos de Oro                 | Terri Edda Miller               |
| 2004 | Bodas y prejuicios                      | Georgina "Georgie" Darcy       | Gurinder Chadha                 |
| 2005 | Sin City                                | Becky                          | Robert Rodriguez y Frank Miller |
| 2005 | The Sisterhood of the Traveling Pants   | Lena Kaligaris                 | Ken Kwapis                      |
| 2006 | I'm Reed Fish                           | Kate Peterson                  | Zackary Adler                   |
| 2006 | Zoom                                    | Ace (No acreditada)            | Peter Hewitt                    |
| 2006 | Life Is Short (Cortometraje)            | Charlotte                      | Riki Lindhome y Dori Oskowitz   |
| 2008 | The Sisterhood of the Traveling Pants 2 | Lena Kaligaris                 | Sanaa Hamri                     |
| 2009 | The Good Guy                            | Beth Vest                      | Julio DePietro                  |
| 2009 | Post Grad                               | Ryden Malby                    | Vicky Jenson                    |
| 2009 | The Ballad of G.I. Joe (Cortometraje)   | Lady Jaye                      | Daniel Strange                  |
| 2010 | The Conspirator                         | Sarah Weston                   | Robert Redford                  |
| 2010 | The Kate Logan Affair                   | Kate Logan                     | Noël Mitrani                    |
| 2011 | Girl Walks Into a Bar                   | Kim                            | Sebastián Gutiérrez             |
| 2011 | Violet & Daisy                          | Violet                         | Geoffrey S. Fletcher            |
| 2012 | The Brass Teapot                        | Payton                         | Ramaa Mosley                    |
| 2014 | Parts per Billion                       | Sarah                          | Brian Horiuchi                  |
| 2015 | Emily & Tim (Segmento 2)                | Emily                          | Eric Weber                      |
| 2015 | Jenny's Wedding                         | Kitty Friedman                 | Mary Agnes Donoghue             |
| 2019 | Crypto                                  | Katie                          | John Stalberg Jr.               |

### Televisión
| Televisión      | Televisión                        | Televisión         | Televisión                                         |
| Año             | Título                            | Rol                | Notas                                              |
| --------------- | --------------------------------- | ------------------ | -------------------------------------------------- |
| 2000-2007       | Gilmore Girls                     | Rory Gilmore       | Serie de televisión; protagonista                  |
| 2009            | ER                                | Dra. Julia Wise    | Serie de televisión; episodio: "And in the End..." |
| 2012            | Mad Men                           | Beth Dawes         | Serie de televisión; 3 episodios                   |
| 2013            | Remember Sunday                   | Molly Branford     | Película para televisión de Hallmark Hall of Fame  |
| 2014            | Us & Them                         | Stacey             | Serie de televisión; protagonista                  |
| 2015            | Motive                            | Robin              | Serie de televisión; episodio: "Oblivion"          |
| 2016            | Gilmore Girls: A Year in the Life | Rory Gilmore       | Miniserie de televisión; protagonista              |
| 2017-2021, 2025 | El cuento de la criada            | Ofglen/Emily Malek | Serie de televisión; invitada/reparto              |

### Teatro
| Teatro | Teatro                      | Teatro         | Teatro                            |
| Año    | Título                      | Rol            | Notas                             |
| ------ | --------------------------- | -------------- | --------------------------------- |
| 2011   | Love, Loss, and What I Wore | N/A            | 12 de enero-13 de febrero de 2011 |
| 2012   | Regrets                     | Chrissie Myers | 27 de marzo-29 de abril de 2012   |
| 2016   | College Republicans         | Lee Atwater    | 23 de abril de 2016               |

### Videos musicales
- "She's Gonna Break Soon" (2003) de Less Than Jake.

## Reconocimientos

### Premios y nominaciones
Premios Primetime Emmy
| Año  | Categoría                                 | Serie                  | Resultado | Ref.   |
| ---- | ----------------------------------------- | ---------------------- | --------- | ------ |
| 2017 | Mejor actriz invitada - Serie dramática   | El cuento de la criada | Ganadora  | [ 13 ] |
| 2018 | Mejor actriz de reparto - Serie dramática | El cuento de la criada | Nominada  | [ 14 ] |
| 2020 | Mejor actriz invitada - Serie dramática   | El cuento de la criada | Nominada  |        |
| 2021 | Mejor actriz invitada - Serie dramática   | El cuento de la criada | Nominada  | [ 15 ] |

Premios del Sindicato de Actores
| Año  | Categoría                       | Serie                  | Resultado | Ref.   |
| ---- | ------------------------------- | ---------------------- | --------- | ------ |
| 2018 | Mejor reparto - Serie dramática | El cuento de la criada | Nominada  | [ 16 ] |
| 2019 | Mejor reparto - Serie dramática | El cuento de la criada | Nominada  | [ 16 ] |
| 2022 | Mejor reparto - Serie dramática | El cuento de la criada | Nominada  | [ 17 ] |

Teen Choice Awards
| Año  | Categoría                             | Serie                                 | Resultado | Ref.   |
| ---- | ------------------------------------- | ------------------------------------- | --------- | ------ |
| 2001 | Mejor Actriz de Televisión            | Gilmore Girls                         | Nominada  |        |
| 2002 | Mejor Actriz de Drama en Televisión   | Gilmore Girls                         | Nominada  | [ 18 ] |
| 2004 | Mejor Actriz de Comedia en Televisión | Gilmore Girls                         | Nominada  |        |
| 2005 | Mejor Actriz de Comedia en Televisión | Gilmore Girls                         | Ganadora  | [ 19 ] |
| 2005 | Mejor Actriz de Drama                 | The Sisterhood of the Traveling Pants | Nominada  | [ 19 ] |
| 2006 | Mejor Actriz de Comedia en Televisión | Gilmore Girls                         | Ganadora  | [ 20 ] |